# Behrendorf (Nordfriesland)
Behrendorf település Németországban, Schleswig-Holstein tartományban. Lakosainak száma 571 fő (2023. december 31.).

## Népesség
A település népességének változása:
| Lakosok száma | 506  | 556  | 560  | 541  | 559  | 571  |
|               | 1975 | 2017 | 2019 | 2021 | 2022 | 2023 |